# Безводівка (Прилуцький район)
Безво́дівка — село в Україні, у Прилуцькому районі Чернігівської області. Населення становить 0 осіб. Входить до складу Ічнянської міської громади.

## Географія
Село Безводівка знаходиться біля одного з витоків річки Смош - балки Грузський Яр, на відстані 5 км від міста Ічня.

## Безводівка - археологічний комплекс
В одному кілометрі на північ від села знаходиться однойменний археологічний комплекс. Чотири насипи розташовані по колу з діаметром 185 м. Комплекс знаходиться на висоті 170 м над рівнем моря на плато, вододілі річок Іченька, Безводівка та одного з витоків річки Смош. Наукова література описує їх як кургани кочових племен ІІ—І тисячоліття до н. е. Точний вік пам'ятки та культура, якій вона належить, поки що невідомі. На триверстовій карті Шуберта 1861 року зображено 6 насипів по колу. 4 з яких мають видовжену форму. До наших днів збереглося чотири великі насипи і один насип-супутник, тому що деякі з них були зруйновані плугом та людською байдужістю.

## Історія
Наприкінці 18-го сторіччя виник власницький хутір Безводівка. Вперше поселення згадується в «Описанні Чернігівського намісництва» в 1781 році і належало тоді попу Яжевському. В той час Безводівка входила до Ічнянської сотні Прилуцького полку, в період 1782-1796 до Борзнянського повіту, а з 1797 по 1923 до Прилуцького повіту.
1859 налічував 7 дворів, 48 жителів. Безводівка входила до Іваницької волості 1-го стану. 1910 налічувала 6 господарств, з них козаків - 1, селян - 4, привілейованих - 1, всього 74 жителів, у тому числі 2 займалися інтелігентними та 2-іншими неземлеробськими заняттями, все інше доросле населення займалося землеробством на 250 десятинах придатної землі.
Колись Безводівка, або як ще її називали Галаганщина, була державною, казенною землею, а потім подарована Галагану. До того часу на безводівських землях вільно випасали худобу жителі навколишніх сіл Гужівки, Іржавця та Ічні. Від Галагана Безводівка перейшла його зятю графу Ламсдорфу. Від Ламсдорфа вона в 1898 році перейшла Харитоненку, а від Харитоненка його зятю Михайлу Сергійовичу Оліву. В Безводівці економічної землі було понад три тисячі десятин. Грунт переважно чорнозем і дуже родючий. Харитоненко у Безводівці облаштував багату економію, за останнім зразком, що могла забезпечити техніка, агрономія та ін. Облаштовано зразкові казарми для працівників, хати для службовців, кухні, сараї, комори та ін. На полях вирощували переважно цукрові буряки, як сировину для цукрового заводу в селі Парафіївка, який теж належав Харитоненку. В 1918 році багату Безводівську економію зруйновано, пограбовано, все вивезено, а чого не можна було вивезти – спалено. Під час утворення округів Безводівка в 1923 році відійшла до Ніжинського округу. Згодом жителі Безводівки, гонимі більшовицькою колективізацією, були вимушені покинути свій хутір і переселитися. В 1925 році Безводівка виникла на новому місці у верхів’ї течії однойменної річки. І налічувала вже 70 дворів. Але через 70 років в 1996 році в селі налічувалося лише 4 двори і 8 жителів. А зараз (коли?) не залишилося ні душі і колись багатолюдне село зникло.
20 травня 2016 року голова Чернігівської облдержадміністрації Валерій Куліч згідно Закону України «Про перейменування об’єктів топоніміки у населених пунктах області» підписав розпорядженням про перейменування в с. Безводівка (Ічнянський район) вул. Крупської на вул. Обсерваторна. А сенс?